# 981
| 981                |
| ------------------ |
| Dødsfald - Fødsler |
|                    |

| Gregoriansk kalender | 981 CMLXXXI             |
| Ab urbe condita      | 1734                    |
| Armensk kalender     | 430 ԹՎ ՆԼ               |
| Kinesiske kalender   | 3677 – 3678 庚辰 – 辛巳 |
| Etiopisk kalender    | 973 – 974               |
| Jødisk kalender      | 4741 – 4742             |
| Hindukalendere       |                         |
| - Vikram Samvat      | 1036 – 1037             |
| - Shaka Samvat       | 903 – 904               |
| - Kali Yuga          | 4082 – 4083             |
| Iransk kalender      | 359 – 360               |
| Islamisk kalender    | 370 – 371               |

Se også 981 (tal)